# プロポーズ (純名里沙の曲)
『プロポーズ』は、純名里沙の2作目のシングル。CDコードはMRDA-00055

## 概要
1枚目のアルバム『Propose』の先行シングルとして発売された。

## 収録曲
- 全作曲・編曲：久石譲

1. プロポーズ
  - 作詞：秋元康
2. 青い鳥
  - 作詞：工藤順子
3. プロポーズ (カラオケ)